# Rhaphium furcifer
Rhaphium furcifer är en tvåvingeart som beskrevs av Charles Howard Curran 1931. Rhaphium furcifer ingår i släktet Rhaphium och familjen styltflugor. Inga underarter finns listade i Catalogue of Life.